# Neoxizicus
Neoxizicus is een geslacht van rechtvleugeligen uit de familie sabelsprinkhanen (Tettigoniidae). De wetenschappelijke naam van dit geslacht is voor het eerst geldig gepubliceerd in 1998 door Gorochov.

## Soorten
Het geslacht Neoxizicus omvat de volgende soorten:
- Neoxizicus crassus Gorochov, 1998
- Neoxizicus longipennis Liu & Zhang, 2000